# Algo cambió
Algo cambió es el cuarto álbum de Astrud. Fue publicado en 2006. Es un disco recopilatorio de Caras B y rarezas como celebración de los 10 años del grupo, que supone un repaso a la vida de la banda.

## Lista de canciones
1. Cambio de tiempo - De "Cambio de idea EP".
2. Superman - De "Astrud EP".
3. Campeón - Grabada en directo en 2002.
4. Mentalismo - del sencillo "Mentalismo".
5. No estaría mal no tener que saber qué es lo que va a pasar - De "Astrud EP".
6. With whom to dance (The Magnetic Fields) - Grabada en Viaje a los Sueños Polares, 1999.
7. El teclista telequinético - del sencillo "Mentalismo".
8. Last time - De "Astrud EP".
9. Los novios instantáneos - Inédita.
10. No tengo miedo - Grabada en directo, 2004
11. Cambio de forma -De "Cambio de Idea EP".
12. Todo es lounge (Mi vida es Lynch) - De "Lujo y Miseria".
13. Devce citronik- del recopilatorio "Cosmosound:1".
14. A mí me pasa lo mismo -del recopilatorio "Cosmosound:1".
15. El bello verano (Family)- Grabada en directo, 2000.
16. Es que sí- De "Todo nos parece una mierda EP".
17. Lemongirl- De la maqueta, 1996.
18. La boda acústica - Del sencillo "La boda".
19. Vamos al amor TV - De "Astrud EP (edición japonesa)".
20. Chico del siglo 21 - De "Un mystique determinado".
21. Algo cambió (Pulp) - Inédita.
22. Normal - De "Astrud EP".
23. Romance sentimentale - Del recopilatorio "BSO".

- Datos: Q4724266